# 5-ös busz (Salgótarján)
A salgótarjáni 5-ös busz a Helyi Autóbusz-állomás – Idegér – Helyi autóbusz-állomás útvonalon közlekedik közlekedik. Teljes menetidő 25 perc. A vonalon a szóló buszok közlekednek.

## Útvonala
| Helyi autóbusz-állomás felé: |
| --- |
| Helyi autóbusz-állomás – Rákóczi út – Bem utca – Kővár út – Bereczki Máté út – Karancs út – Kővár út – Bem utca – Rákóczi út – Helyi autóbusz-állomás |

## Megállóhelyei
| 5 (Helyi autóbusz-állomás → Idegér → Helyi autóbusz-állomás) |                              | | |
| Perc (↓)                                                     | Megállóhely                  | Megállóhelyet érintő járatok | Fontosabb létesítmények                                                                                              |
| 0                                                            | Helyi autóbusz-állomás       | 1, 1U, 2A, 2T, 3, 3C, 4, 5, 6, 7, 7A, 7B, 7C, 8, 9, 11, 11A, 11B, 13, 14, 19, 27A, 36, 46, 58, 63, 63S, 113 1305, 3055, 3058, 3075, 3080, 3081 Hatvan–Somoskőújfalu-vasútvonal | Salgótarján külső Salgótarján helyi autóbusz-állomás                                                                 |
| 2                                                            | Külső-pályaudvar bejárati út | 1, 1U, 2A, 2T, 3, 3C, 4, 5, 6, 7, 7A, 7B, 7C, 8, 9, 11, 11A, 11B, 13, 14, 19, 27A, 36, 46, 58, 63, 63S, 113 1305, 3055, 3058, 3075, 3080, 3081 Hatvan–Somoskőújfalu-vasútvonal | Salgótarján külső Salgótarján helyi autóbusz-állomás                                                                 |
| 4                                                            | Tűzhelygyár alsó             | 1, 1U, 2A, 2T, 3C, 5, 6, 7, 7A, 7B, 7C, 8, 11, 11A, 11B, 13, 14, 19, 27A, 36, 46, 58, 63, 63S, 113                                                                             | Tűzhelygyár |
| 5                                                            | Tűzhelygyár                  | 1, 1U, 2A, 2T, 3C, 5, 6, 7, 7A, 7B, 7C, 8, 11, 11A, 11B, 13, 14, 19, 27A, 36, 46, 58, 63, 63S, 113 1305, 3055, 3058, 3075, 3080, 3081                                          | Tűzhelygyár, Salgótarjáni Szakképzési Centrum Stromfeld Aurél Gépipari, Építőipari és Informatikai Szakközépiskolája |
| 7                                                            | Megyeháza                    | 1, 1U, 3C, 5, 6, 7, 7A, 7B, 7C, 8, 9, 11, 11A, 11B, 13, 14, 19, 27A, 36, 46, 58, 63, 63S, 113 1305, 3055, 3058, 3075, 3080, 3081                                               | Megyeháza |
| 8                                                            | Bem utca                     | 1, 3C, 5, 6, 7, 7A, 7B, 7C, 8, 11, 11A, 11B, 14, 19, 27A, 36, 46, 58, 63, 63S                                                                                                  | Városháza, Dornyay Béla Múzeum, Apolló Mozi                                                                          |
| 11                                                           | Piac (Kővár út)              | 5, 58 | Vásárcsarnok, Piac, Nógrád Vármegyei Levéltár, Bányamúzeum                                                           |
| 12                                                           | Kővár út 36.                 | 5, 58 | |
| 13                                                           | Felsőidegér 1.               | 5, 58 | |
| 14                                                           | Bereczki Máté út 39.         | 5, 58 | |
| 15                                                           | Károlyakna                   | 5, 58 3084, 3090, 3092, 3094 | Észak Magyarországi Regionális Vízművek, Baglyaskő-vár Természetvédelmi Látogatóközpont, Százszorszép Bölcsőde       |
| 16                                                           | Kővár út 42.                 | 5, 58 | |
| 17                                                           | Piac (Kővár út)              | 5, 58 | Vásárcsarnok, Piac, Nógrád Vármegyei Levéltár, Bányamúzeum                                                           |
| 20                                                           | Megyeháza                    | 1, 1U, 3C, 5, 6, 7, 7A, 7B, 7C, 8, 9, 11, 11A, 11B, 13, 14, 19, 27A, 36, 46, 58, 63, 63S, 113 1305, 3055, 3058, 3075, 3080, 3081                                               | Megyeháza |
| 22                                                           | Tűzhelygyár                  | 1, 1U, 2A, 2T, 3C, 5, 6, 7, 7A, 7B, 7C, 8, 11, 11A, 11B, 13, 14, 19, 27A, 36, 46, 58, 63, 63S, 113 1305, 3055, 3058, 3075, 3080, 3081                                          | Tűzhelygyár, Salgótarjáni Szakképzési Centrum Stromfeld Aurél Gépipari, Építőipari és Informatikai Szakközépiskolája |
| 23                                                           | Tűzhelygyár alsó             | 1, 1U, 2A, 2T, 3C, 5, 6, 7, 7A, 7B, 7C, 8, 11, 11A, 11B, 13, 14, 19, 27A, 36, 46, 58, 63, 63S, 113                                                                             | Tűzhelygyár |
| 24                                                           | Külső-pályaudvar bejárati út | 1, 1U, 2A, 2T, 3, 3C, 4, 5, 6, 7, 7A, 7B, 7C, 8, 9, 11, 11A, 11B, 13, 14, 19, 27A, 36, 46, 58, 63, 63S, 113 1305, 3055, 3058, 3075, 3080, 3081 Hatvan–Somoskőújfalu-vasútvonal | Salgótarján külső Salgótarján helyi autóbusz-állomás                                                                 |
| 25                                                           | Helyi autóbusz-állomás       | 1, 1U, 2A, 2T, 3, 3C, 4, 5, 6, 7, 7A, 7B, 7C, 8, 9, 11, 11A, 11B, 13, 14, 19, 27A, 36, 46, 58, 63, 63S, 113 1305, 3055, 3058, 3075, 3080, 3081 Hatvan–Somoskőújfalu-vasútvonal | Salgótarján külső Salgótarján helyi autóbusz-állomás                                                                 |

## Közlekedés
Az 5-ös buszok munkanapokon nem, hétvégén egyszer 5:05-kor közlekednek. Az 5-ös busz közlekedése 2012.február 4. és április 1. között szünetelt.

## Külső hivatkozások
- Valós idejű utastájékoztatás Archiválva 2018. augusztus 21-i dátummal a Wayback Machine-ben